# Стеді-Брук
Стеді-Брук (англ. Steady Brook) — містечко в Канаді, у провінції Ньюфаундленд і Лабрадор.

## Населення
За даними перепису 2016 року, містечко нараховувало 444 особи, показавши зростання на 8,8%, порівняно з 2011-м роком. Середня густина населення становила 364,4 осіб/км².
З офіційних мов обидвома одночасно володіли 35 жителів, тільки англійською — 405.
Працездатне населення становило 67,9% усього населення, рівень безробіття — 12,3% (12,9% серед чоловіків та 8% серед жінок). 87,7% осіб були найманими працівниками, а 12,3% — самозайнятими.

## Клімат
Середня річна температура становить 3,6°C, середня максимальна – 19,5°C, а середня мінімальна – -13,6°C. Середня річна кількість опадів – 1 213 мм.
| Клімат поселення                              | Клімат поселення | Клімат поселення | Клімат поселення | Клімат поселення | Клімат поселення | Клімат поселення | Клімат поселення | Клімат поселення | Клімат поселення | Клімат поселення | Клімат поселення | Клімат поселення | Клімат поселення |
| Показник                                      | Січ.             | Лют.             | Бер.             | Квіт.            | Трав.            | Черв.            | Лип.             | Серп.            | Вер.             | Жовт.            | Лист.            | Груд.            |                  |
| Середній максимум, °C                         | −2,95            | −3,64            | 0,23             | 5,57             | 11,09            | 16,45            | 19,52            | 19,16            | 14,12            | 8,78             | 3,87             | −1,38            |                  |
| Середня температура, °C                       | −7,9             | −8,59            | −4,73            | 0,62             | 6,14             | 11,48            | 16,43            | 16,06            | 11,03            | 5,69             | 0,76             | −4,47            |                  |
| Середній мінімум, °C                          | −12,85           | −13,56           | −9,68            | −4,33            | 1,18             | 6,53             | 13,36            | 12,98            | 7,96             | 2,60             | −2,33            | −7,56            |                  |
| Норма опадів, мм                              | 121              | 87               | 76               | 69               | 79               | 93               | 95               | 116              | 117              | 120              | 117              | 123              |                  |
| Середньомісячна швидкість вітру, м/с          | 4.85             | 4.61             | 4.70             | 4.51             | 4.10             | 3.90             | 3.58             | 3.66             | 4.00             | 4.16             | 4.44             | 4.64             |                  |
| Середньомісячна сонячна радіація, кДж/м²·день | 3541             | 6484             | 10745            | 14437            | 17622            | 19127            | 18591            | 15729            | 11585            | 6935             | 3747             | 2637             |                  |
| --------------------------------------------- | ---------------- | ---------------- | ---------------- | ---------------- | ---------------- | ---------------- | ---------------- | ---------------- | ---------------- | ---------------- | ---------------- | ---------------- | ---------------- |
| Джерело:                                      |                  |                  |                  |                  |                  |                  |                  |                  |                  |                  |                  |                  |                  |